# 宮﨑颯
宮﨑 颯（みやざき はやと、2000年6月14日 - ）は、埼玉県上尾市出身のプロ野球選手（投手）。左投左打。福岡ソフトバンクホークス所属。

## 経歴

### プロ入り前
上尾市立原市南小学校時代に「みなみエンゼルス」で軟式野球を始め、上尾市立原市中学校では「大宮リトルシニア」に在籍する。
高校は同県さいたま市の埼玉栄高等学校に進学。1年生の春からベンチ入りしたものの、その年の冬に肘を痛めたために高校時代は外野手に転向する。甲子園の出場はなく、3年生の夏は第100回全国高等学校野球選手権南埼玉大会4回戦において、代打で出場するも川口市立高校に敗れた。
大学は東京農業大学に進学。大学では投手に再転向し、1年生の春に東都大学野球リーグに出場。4年生の6月に東都2部選抜としてNTT東日本と対戦した交流試合において、好投を見せ注目される。ドラフト指名後の2022年10月23日に行われた東都2部リーグ、対国士舘大学戦では、5回1失点の好投を見せ、2015年以来のチームの2部リーグでの勝率5割到達に貢献した。
2022年10月20日に行われたプロ野球ドラフト会議にて、福岡ソフトバンクホークスから育成ドラフト8巡目指名され、支度金300万円、年俸400万円（金額は推定）で契約合意に達した。背番号は165。

### プロ入り後
2023年1月26日、横浜市内の病院で「左肘関節左肘頭疲労骨折に対する骨接合術」および「内側側副靭帯再建術（トミー・ジョン手術）」を受けたと発表された。そのため二軍公式戦、三軍・四軍戦ともに登板はなかった。
2024年6月に実戦復帰を果たし、三軍・四軍戦計20試合に登板し、防御率3.38の成績を残した。
2025年は2軍で20試合に登板し、1勝1敗3セーブ防御率1.11の成績を残し、7月25日に支配下登録が発表された。背番号は85。

## 選手としての特徴
最速147km/hの速球の左腕。変化球はカットボールとスライダーを投球する。

## 詳細情報

### 記録

#### 初記録
投手記録
- 初登板：2025年8月3日、対東北楽天ゴールデンイーグルス17回戦（みずほPayPayドーム福岡）、藤井皓哉の後9回表に3番手で救援登板・完了、1回無失点[15]
- 初奪三振：2025年8月5日、対千葉ロッテマリーンズ15回戦（ZOZOマリンスタジアム）、8回裏に藤原恭大から空振り三振

### 背番号
- 165（2023年[8] - 2025年7月24日）
- 85（2025年7月25日[14] - ）

### 登場曲
- 「THIS IS ME」Keala Settle（2023年 - ）
- 「BIG UP」湘南乃風（2023年 - ）